# Pecados Íntimos
Pecados Íntimos (em inglês:  Little Children) é um filme estadunidense de 2006, do gênero drama romântico, dirigido por Todd Field, com roteiro baseado no romance de mesmo nome de Tom Perrotta que teve o título brasileiro Criancinhas. É estrelado por Kate Winslet, Patrick Wilson, Jennifer Connelly, Jackie Earle Haley, Noah Emmerich, Gregg Edelman, Phyllis Somerville e Will Lyman. A trilha sonora é composta por Thomas Newman.
Recebeu três indicações no Oscar 2007: Melhor Atriz para Winslet, Melhor Ator Coadjuvante para Haley e Melhor Roteiro Adaptado para Field e Perrotta. Foi também indicado ao Prêmios Globo de Ouro de 2007 nas categorias de melhor filme dramático, melhor atriz em filme dramático e melhor roteiro. Winslet também foi indicada ao BAFTA de melhor atriz em cinema.
O filme é ambientado em uma cidadezinha de Massachusetts, estado onde vive Perrotta.

## Sinopse
Sarah Pierce é casada com Richard e vive em uma cidade suburbana dos Estados Unidos. Ela leva regularmente sua filha Lucy a um pequeno parque perto de sua casa. Lá Sarah observa e conversa com outras mulheres, que também levam seus filhos para brincar e praticamente dedicam suas vidas a eles. Até que um dia surge Brad Adamson e seu filho Aaron. Brad já esteve no parque anteriormente e foi apelidado pelas mulheres de "rei do baile de formatura", mas Sarah nunca o tinha visto. Elas jamais tiveram coragem de falar com ele e nem mesmo sabem seu nome, mas sonham todos os dias com sua aparição. Brad empurra Aaron no balanço, sem dar atenção às mulheres, até que Lucy pede à mãe que também a empurre. Sarah passa a brincar com a filha e começa a conversar com Brad. É o início de uma amizade entre eles, que envolve um homem frustrado por estar desempregado e uma mulher infeliz com seu casamento e sua própria vida. Logo esta amizade torna-se um caso extra-conjugal, pois Brad também é casado, com Kathy.

## Diretor
O diretor norte-americano Todd Field sempre demonstrou uma predileção por dramas psicológicos. Foi produtor e atuou em Eyes Wide Shut, último filme de Stanley Kubrick. Em Pecados íntimos, além de dirigir, ele adaptou o roteiro em parceria com Tom Perrotta, autor do romance que originou o filme.

## Elenco
- Kate Winslet .... Sarah Pierce - indicada ao Oscar de melhor atriz pelo papel, interpreta uma dona da casa e mãe descontente.
- Patrick Wilson .... Brad Adamson - o ator foi indicado pela própria Kate Winslet para o papel do pai desempregado e insatisfeito com a falta de perspectiva que tem na carreira e no casamento.[7]
- Jennifer Connelly .... Katherine "Kathy" Adamson - a bela esposa de Brad e documentarista com a carreira em ascensão.
- Gregg Edelman .... Richard Pierce - é o marido de Sarah.
- Sadie Goldstein.... Lucy Pierce - a filha de três anos de Sarah e Richard.
- Ty Simpkins .... Aaron Adamson - o filho de Brad e Kathy, também com três anos.
- Noah Emmerich .... Larry Hedges - ex-policial e fundador do comitê de pais peocupados.
- Jackie Earle Haley ....  Ronald "Ronnie" James McGorvey - indicado ao Oscar de melhor ator coadjuvante pelo papel depois de passar 13 anos fora das telas.[7] No livro a descrição física do personagem era muito diferente de Jackie, mas Todd Field apostou em sua força dramática para o papel.
- Phyllis Somerville .... May McGorvey - a superprotetora mãe de Ronnie.
- Raymond J. Barry .... Bullhorn Bob - no livro, o personagem de Raymond J. Barry não existe; ele foi inserido pelo diretor Todd Field.
- Helen Carey .... Jean - a amiga confidente de Sarah e baby-sitter de Lucy.
- Jane Adams .... Sheila - pretendente insegura de Ronnie.
- Trini Alvarado .... Theresa - amiga de Sarah e mãe dedicada.

## A produção

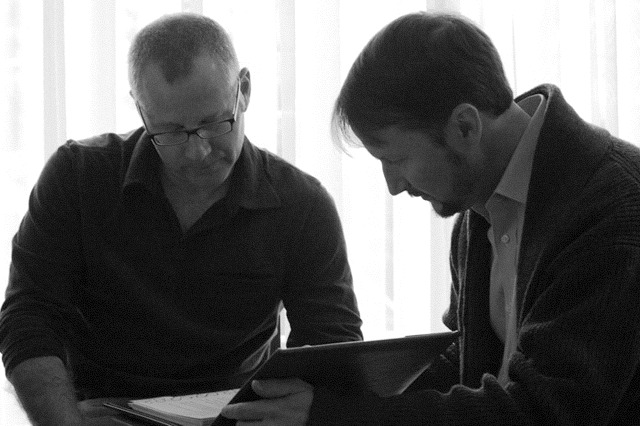
Perrotta e Field trabalhando no roteiro

Inicialmente, Todd Field iria fazer um filme baseado no romance Revolutionary Road, de Richard Yates, porém o projeto não evoluiu. O diretor, então, passou a procurar um novo argumento que tivesse um conflito semelhante ao livro de Yates: a frustração dos protagonistas com a vida que não correspondia aos sonhos da juventude.
Em 2003, Todd Field leu o romance de Tom Perrotta e encontrou várias similaridades com o livro de Yates. As diferenças consistem em que Revolutionary Road é um livro devastador emocionalmente enquanto Criancinhas combina sátira com melodrama. Field gostou também do modo como Perrotta evitou julgar suas personagens. Elas foram desenvolvidos com empatia e humor. E a maternidade aparecia como fio condutor de todos os conflitos da história.
No início de 2004, o diretor e o autor encontraram-se para discutir a possibilidade de adaptar o romance ao cinema. Havia coisas que o diretor gostaria de mudar para essa versão, principalmente a imagem do maníaco sexual. No filme ele deveria ter a imagem atenuada.
Em comum, todos personagens iriam lutar desde o início por uma identidade, o que os deixaria incapazes de saciar seus medos e com uma constante sensação de culpa  Foi com essa ideia que os dois começaram a trabalhar na adaptação.
O filme foi orçado em 14 milhões de dólares. A filha do diretor, Aida P. Field, fez parte da equipa de produção.
As filmagens ocorreram nas seguintes locações:
- Boothbay Harbor, Maine, USA
- Boston, Massachusetts, USA
- Douglaston, Queens, New York City, New York, USA
- Long Beach Airport - 4101 E. Donald Douglas Drive, Long Beach, Califórnia, USA
- New York City, New York, USA
- New York, USA
- Providence, Rhode Island, USA
- Santa Clarita Studios, Santa Clarita, California, USA (Estúdio)
- Silvercup Studios East, Long Island City, Queens, New York City, New York, USA (Estúdio)
- Tottenville High School, Staten Island, New York City, New York, USA
- West Orange, New Jersey, USA

## Quotes e trilha sonora
Você não pode mudar o passado, mas o futuro pode ser uma história diferente. E ela tinha que começar em algum momento. (narrador do filme)
A trilha sonora é assinada por Thomas Newman, com a canção Fly Me To The Moon (In Other Words) escrita por Bart Howard e interpretada por Sammy Nestico; e por Tom Hedden, com a canção Battlefield Glory interpretado pelo mesmo.

## Prêmios e indicações

### Prêmios
Broadcast Film Critics
- Filme do mês do BFCA - setembro de 2006
- Relacionado como um dos Top 10 filmes do ano

Chicago Film Critics
- Melhor ator coadjuvante (Jackie Earle Haley)

Chlotrudis Awards
- Melhor ator coadjuvante (Jackie Earle Haley)

Dallas-Fort Worth Film Critics Association Awards
- Melhor ator coadjuvante (Jackie Earle Haley)

Iowa Film Critics Awards
- Melhor Filme
- Melhor ator coadjuvante (Jackie Earle Haley)

New York Film Critics Circle Awards
- Melhor ator coadjuvante (Jackie Earle Haley)

Online Film Critics Society Awards
- Melhor ator coadjuvante (Jackie Earle Haley)

Palm Springs International Film Festival
- Prêmio Realização Desert Palm (Kate Winslet)
- Prêmio Visionary (Todd Field)

San Francisco Film Critics Circle Awards
- Melhor Filme
- Melhor ator coadjuvante (Jackie Earle Haley)
- Melhor roteiro adaptado (Todd Field e Tom Perrotta)

Southeastern Film Critics Association Awards
- - Melhor ator coadjuvante (Jackie Earle Haley)

Young Hollywood Awards
- Prêmio de revelação masculina (Patrick Wilson)

### Indicações
Oscar:
- Melhor atriz (Kate Winslet)
- Melhor roteiro adaptado (Todd Field e Tom Perrotta)
- Melhor ator coadjuvante (Jackie Earle Haley)

BAFTA:
- Melhor atriz (Kate Winslet)

Broadcast Film Critics Association Awards
- Melhor filme
- Melhor atriz (Kate Winslet)
- Melhor autor (Todd Field e Tom Perrotta)

Globo de Ouro
- Melhor filme - drama
- Melhor atriz - drama (Kate Winslet)
- Melhor roteiro (Todd Field and Tom Perrotta)

Gotham Awards
- Melhor filme

London Film Critics Circle Awards
- Atriz britânica do ano (Kate Winslet)

Satellite Awards:
- Melhor filme - drama
- Melhor ator - drama (Patrick Wilson)
- Melhor atriz - drama (Kate Winslet)
- Melhor roteiro adaptado (Todd Field e Tom Perrotta)

Screen Actors Guild (SAG)
- Melhor atriz (Kate Winslet)
- Melhor ator coadjuvante (Jackie Earle Haley)

Writers Guild of America (WGA)
- Melhor roteiro adaptado (Todd Field e Tom Perrotta)